# Зализняк (село)
Зализняк
(укр. Залізняк) — село в Сумском районе
Сумской области
Украины. Входит в состав Верхнесыроватского сельского совета.
Код КОАТУУ — 5924782902. Население по переписи 2001 года составляло 380 человек.

## Географическое положение
Село Зализняк находится на правом берегу реки Сыроватка,
выше по течению на расстоянии в 3 км расположено село Хвойное (Краснопольский район),
ниже по течению на расстоянии в 1 км расположено село Верхняя Сыроватка,
на противоположном берегу — село Стенка.
Село окружено большим лесным массивом урочище Старое Захарьевское (дуб).
По селу протекает пересыхающий ручей с запрудой.

## Известные уроженцы
- Гриценко, Пётр Трофимович (1908—1945) — Герой Советского Союза.